# سانلس سی
سانلس سی یا دریای بدون خورشید (به انگلیسی: Sunless Sea) یک بازی ویدئویی نقش آفرینی به سبک بقا/اکتشاف با عناصر سرکش است که توسط فیل‌بتر گیمز ساخته شده‌است. این بازی در ۶ فوریه ۲۰۱۵ برای ویندوز و مک‌اواس پس از یک کمپین موفقیت‌آمیز کیک‌استارتر برای تامین مالی پروژه منتشر شد. این بازی در دنیای بازیِ مرورگرماجراجویی شرکت فیل‌بتر، فالن لندن اتفاق می‌افتد، که در آن لندن دوران ویکتوریا در زیر سطح زمین به لبه آنتِرزی (به انگلیسی: Unterzee)، یک اقیانوس زیرزمینی وسیع منتقل شده‌است. در ۱۱ اکتبر ۲۰۱۶، اولین محتوای قابل دانلود بازی Zubmariner منتشر شد که به بازیکنان اجازه می‌دهد تا زیر سطح دریای «زی» را کاوش کنند. دنباله ای به نام سانلس اسکایز، در سپتامبر ۲۰۱۶ اعلام شد. این برنامه از اهداف مالی خود در کیک‌استارتر فراتر رفت و در ۳۱ ژانویه ۲۰۱۹ منتشر شد.

## گیم پلی
بازیکن نقش کاپیتان کشتی بخاردر آنترزی را بر عهده می‌گیرد که پیشینه زندگی کاپیتان و جاه طلبی‌هایش قابل انتخاب است. بازیکن می‌تواند با دستیابی به جاه‌طلبی انتخابی‌اش، مانند تبدیل شدن به مشهورترین کاوشگر فالن لندن یا جمع‌آوری ثروت کافی برای بازنشستگی، برنده شود. منابع برای دستیابی به این اهداف با کشف مکان‌های جدید، تجارت کالا در سراسر آنتِرزی، مبارزه با کشتی‌ها و هیولاهای «زی» و تکمیل ماموریت‌های داستان به دست می‌آیند. در بازی چندین عنصر سرکش مانند نقشه‌های نیمه تصادفی و مرگ دائمی شخصیت‌ها وجود دارد، اما شخصیت‌های بعدی می‌توانند برخی از دارایی‌های قبلی خود را به ارث ببرند و یک بازیکن ممکن است وصیت‌نامه ای برای تضمین به ارث رسیدن خانه و ثروت برای جانشینان خود ایجاد کند.
گیم پلی واقعی از دو حالت تشکیل شده‌است: بازیکن حرکت کشتی را روی نقشه کنترل می‌کند و نبرد در همان حالت انجام می‌شود و حالت داستانی که در آن چندین انتخاب (که گاهی با چالش مهارت همراه است) حالت کارت مانند در اختیار بازیکن قرار می‌گیرد. حرکت کشتی کاملاً کند است. این‌ها همراه با موسیقی، فضایی پرتنش ایجاد می‌کند.
آنتِرزی دارای چندین جزیره است که هر جزیره ماموریت‌های داستانی خاص خود را دارد. برای پیشرفت در ماموریت‌ها، بازیکن باید یک آیتم ارائه دهد یا یک بررسی مهارت را کامل کند. برای به دست آوردن آیتم‌ها، بازیکن معمولاً نمی‌تواند آنها را در همان جزیره به دست آورد و باید به جزایر مختلف برود یا جانوران دریایی را شکست دهد. بررسی مهارت، یکی از مهارت‌های پنج‌گانه بازیکن (قلب، آهن، صفحات، آینه و پوشش) را می‌گیرد و بر اساس میزان مهارت به بازیکن فرصت موفقیت در آزمون را می‌دهد. گذراندن تست‌ها اغلب به بازیکن آیتم‌هایی می‌دهد، در حالی که رد شدن از آنها گاهی به بازیکن آسیب می‌زند و اغلب مانع از تلاش مجدد بازیکن برای مدتی می‌شود.
چندین بخش از نوشته‌ها و تنظیمات در بازی کنایه‌های ادبی هستند - برای مثال، بنیاد اصلی زیرزمین «سانلس سی» ارجاع به شعر «کوبلا خان» اثر ساموئل تیلور کولریج است، با توجه به وجود «خانات» و «دروازه آبورا».

## توسعه
در ۳ سپتامبر ۲۰۱۳، فیل‌بتر گیمز یک کمپین کیک‌استارتر برای تأمین مالی جمعی سانلس سی با هدف بودجه ۶۰۰۰۰ پوند راه اندازی کرد. این پروژه با موفقیت تأمین شد و حدود ۱۰۰۰۰۰ پوند از بیش از ۴۰۰۰ حامی دریافت کرد. در ۱۳ می ۲۰۱۴، استودیو کمپین گرین‌لایت را برای انتشار بازی در استیم راه اندازی کرد. این بازی ۱۵ روز بعد تأیید شد. در ۱۷ ژوئن، بازی به‌صورت نرم‌افزاری در وب‌سایت توسعه‌دهنده راه‌اندازی شد، یک نسخه دسترسی اولیه Steam بعداً در ۱ ژوئیه منتشر شد. این بازی به‌طور رسمی در ۶ فوریه ۲۰۱۵ راه اندازی شد.
یک نسخه پلی استیشن ۴، که شامل توسعه Zubmariner است، در اوت ۲۰۱۸ منتشر شد و یک نسخه نینتندو سوییچ که همچنین شامل توسعه Zubmarinerبود، در ۲۳ آوریل ۲۰۲۰ منتشر شد. نسخه ایکس باکس وان روز بعد، در ۲۴ آوریل ۲۰۲۰ منتشر شد.

## بازخورد
| گردآورنده | امتیاز                                                                    |
| --------- | ------------------------------------------------------------------------- |
| متاکریتیک | کامپیوتر: ۸۱/۱۰۰ آی‌اواس: ۸۹/۱۰۰ پلی‌استیشن ۴: ۷۴/۱۰۰ نینتندو سوئیچ: ۷۳/۱۰۰ |

| ناشر         | امتیاز |
| ------------ | ------ |
| یوروگیمر     | ۱۰/۱۰  |
| گیم اینفورمر | ۸/۱۰   |
| گیم‌اسپات     | ۶/۱۰   |
| آی‌جی‌ان       | ۸٫۳/۱۰ |
| TouchArcade  | [ ۱۹ ] |

سانلس سی در هنگام عرضه نقدهای مثبتی از سوی منتقدان حرفه‌ای دریافت کرد، به طوری که نگارش و تنظیم آن از جمله جنبه‌های بسیار تحسین‌شده بازی بود. وب سایت بررسی جمعی متاکریتیک امتیاز ۸۱/۱۰۰ را به خود اختصاص داده‌است.آی‌جی‌ان به آن امتیاز ۸٫۳ از ۱۰ داد و گفت: «سانلس سی به شما دنیایی شگفت‌انگیز برای کاوش می‌دهد که مملو از عکس‌های نوشتاری به یاد ماندنی و خطر است». این بازی برنده جایزه «Rock, Paper, Shotgun» برای بهترین بازی نویسی در سال ۲۰۱۴ شد و نامزد جایزه بهترین نویسندگی در بازی‌های ویدیویی انجمن نویسندگان بریتانیای کبیر در سال ۲۰۱۵ شد. تا ۲۵ فوریه ۲۰۱۵، بازی ۱۰۰۰۰۰ نسخه فروخته‌است.به گفته الکسیس کندی، کارگردان، فروش تا ژوئن ۲۰۱۸ به ۳۵۰۰۰۰ نسخه افزایش یافته‌است.